# الدوري السلوفيني لكرة القدم 1946
الدوري السلوفيني لكرة القدم 1946 هو موسم من الدوري السلوفيني لكرة القدم ‏. فاز فيه NK Nafta Lendava ‏.